# Daryl Werker
Daryl Werker (Mechelen, 27 juni 1994) is een Nederlands professioneel voetballer die doorgaans speelt als centrale verdediger. In juli 2024 verliet hij ADO Den Haag.

## Clubcarrière
Werker speelde in de jeugdopleiding van RKMVC en werd daar gescout door de profclub Roda JC. In 2014 stroomde hij na de degradatie naar de Eerste divisie door naar het eerste elftal. Werker maakte zijn debuut voor de Kerkraadse club op 21 november 2014, toen met 1–4 verloren werd van Almere City. De centrumverdediger mocht van coach René Trost een kwartier voor tijd invallen voor Bart Biemans. In februari 2016 werd Werker verhuurd aan MVV Maastricht. In het seizoen 2016/17, na zijn terugkeer uit Maastricht, speelde de centrumverdediger een grotere rol in het eerste elftal, waar hij vaker als basisspeler mocht beginnen. Aan het einde van de jaargang moest Roda deelnemen aan de nacompetitie door een zeventiende plaats in de eindrangschikking. In de laatste wedstrijden werd MVV verslagen, mede door een doelpunt van Werker tegen zijn oude club. Ruim drie weken eerder had de verdediger zijn verbintenis al met drie seizoenen verlengd. In oktober 2020 ging hij naar het Griekse Xanthi FC. Werker keerde aan het einde van het seizoen 2020/21 weer terug naar Nederland, waar hij opnieuw voor Roda JC ging spelen. Na een jaar terug in Kerkrade werd Werker transfervrij overgenomen door ADO Den Haag, waar hij voor twee jaar tekende met een optie op een derde seizoen. De optie in zijn contract werd niet gelicht, waardoor hij na twee seizoenen vertrok bij ADO.

## Clubstatistieken
| Seizoen | Club             | Competitie     | Competitie | Competitie | Beker | Beker | Internationaal | Internationaal | Nacompetitie | Nacompetitie | Totaal | Totaal |
| Seizoen | Club             | Competitie     | Wed.       | Dlp.       | Wed.  | Dlp.  | Wed.           | Dlp.           | Wed.         | Dlp.         | Wed.   | Dlp.   |
| ------- | ---------------- | -------------- | ---------- | ---------- | ----- | ----- | -------------- | -------------- | ------------ | ------------ | ------ | ------ |
| 2014/15 | Roda JC          | Eerste divisie | 5          | 0          | 2     | 0     | —              | —              | 0            | 0            | 7      | 0      |
| 2015/16 | Roda JC          | Eredivisie     | 5          | 0          | 1     | 0     | —              | —              | —            | —            | 6      | 0      |
| 2015/16 | → MVV Maastricht | Eerste divisie | 13         | 0          | 0     | 0     | —              | —              | 4            | 1            | 17     | 1      |
| 2016/17 | Roda JC          | Eredivisie     | 23         | 1          | 1     | 0     | —              | —              | 4            | 1            | 28     | 2      |
| 2017/18 | Roda JC          | Eredivisie     | 12         | 0          | 2     | 0     | —              | —              | 1            | 0            | 15     | 0      |
| 2018/19 | Roda JC          | Eerste divisie | 29         | 0          | 2     | 0     | —              | —              | —            | —            | 31     | 0      |
| 2019/20 | Roda JC          | Eerste divisie | 27         | 0          | 2     | 0     | —              | —              | —            | —            | 29     | 0      |
| 2020/21 | Xanthi FC        | Super League 2 | 23         | 1          | 0     | 0     | —              | —              | 2            | 0            | 25     | 1      |
| 2021/22 | Roda JC          | Eerste divisie | 30         | 1          | 2     | 0     | —              | —              | 2            | 0            | 34     | 1      |
| 2022/23 | ADO Den Haag     | Eerste divisie | 16         | 0          | 3     | 0     | —              | —              | —            | —            | 19     | 0      |
| 2023/24 | ADO Den Haag     | Eerste divisie | 6          | 0          | 1     | 0     | —              | —              | —            | —            | 7      | 0      |
| Totaal  | Totaal           | Totaal         | 189        | 3          | 16    | 0     | 0              | 0              | 13           | 2            | 218    | 5      |

Bijgewerkt op 22 juli 2024.